# 프랭크 J. 셀키 트로피

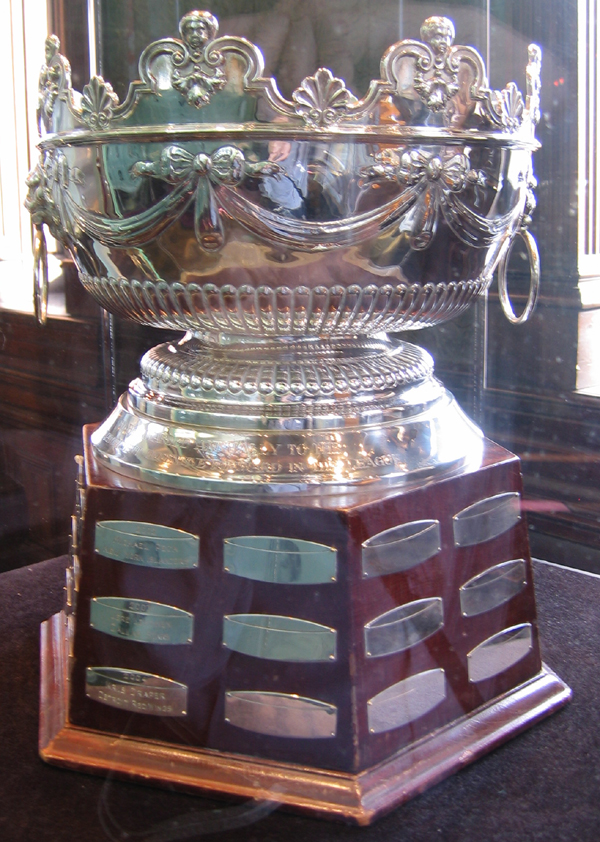
프랭크 J. 셀키 트로피

프랭크 J. 셀키 트로피(영어: Frank J. Selke Trophy), 또는 간단히 셀키 트로피(Selke Trophy)는 내셔널 하키 리그 (NHL)의 트로피로, 매년 게임의 수비 구성 요소에서 가장 뛰어난 기술을 보여준 포워드 포지션에게 수여된다. 우승자는 정규 시즌이 끝난 후 프로 하키 작가 협회의 여론 조사를 통해 선정된다. 트로피명은 토론토 메이플리프스와 카나디앵 드 몽레알의 단장이었던 프랭크 J. 셀키의 이름을 딴 것이다.